# 劍橋大學國際考評部
劍橋大學國際考評部 (Cambridge Assessment International Education) 是全球一間主要的考試局，提供不同國際考試，對象主要為14-19歲的學生。劍橋大學考試局於超過150個國家提供有關考試， 考試也同時開放給予香港、英國、美國等地的自修生。 劍橋大學考試局提供的學歷包括：通用教育證書(高級程度及普通程度), 國際通用教育證書(IGCSE)及劍橋國際文憑(Cambridge International Diplomas)。
劍橋大學考試局首先提出IGCSE，至今天，劍橋大學考試局提供超過60個科目的 IGCSE考試及超過50科的通用教育證書。
和英國其他本土的考試局一樣，劍橋大學考試局所發出的學歷受到英國及全球國家的承認。

## 外部連結
- 官方網頁 （页面存档备份，存于）
- Cambridge Assessment website （页面存档备份，存于）